# Slovenská pospolitosť Národná strana
Slovenská pospolitosť – Národná strana – skrajnie prawicowa i nacjonalistyczna partia polityczna na Słowacji, formalnie działająca w latach 2005–2006. Została zdelegalizowana 1 marca 2006 przez Sąd Najwyższy Republiki Słowackiej, gdyż jej działalność polityczna została uznana za sprzeczną z konstytucją.
Po delegalizacji działa jako stowarzyszenie Slovenská pospolitosť. W listopadzie 2008 decyzją Ministra Spraw Wewnętrznych grupa ta została rozwiązana za „działania, które zachęcają do nienawiści na tle narodowym, rasowym, religijnym i politycznym”. Jednakże w lipcu 2009 Sąd Najwyższy uchylił tę decyzję, twierdząc, że „warunki prawne likwidacji Slovenskiej Pospolitosti nie zostały spełnione”. Grupa powróciła do pracy bez większych przeszkód.
Słowo „Slovenský” oznacza „słowacki”, „pospolitosť” to rzeczownik pochodzący od przymiotnika „pospolitý” (co oznacza „wspólny”) i jest nieco przestarzałą formą słów „solidarność”, „wspólnota” lub „razem”, a „národná strana” oznacza „partia narodowa”.
Slovenská pospolitosť powstała w 1995 roku po zebraniu lokalnej ludności i wybraniu na przewodniczących nacjonalistycznych ideologów. Grupa miała powiązania z International Third Position i opublikowała informacje o współpracy z tą organizacją na swojej stronie internetowej. Ruch został zarejestrowany jako partia w 2005. Członek zarządu Ján Kopunek stwierdził, że słowackiej policji nakazano zniszczyć całkowicie grupę. Wtedy przywódca Marian Kotleba został oskarżony o sianie nienawiści, później postawiono mu zarzuty z powodu kończenia przemówień słowami „Na straz!” używanymi przez słowackich nacjonalistów od czasów dwudziestolecia międzywojennego między innymi przez organizację paramilitarną Gwardia Hlinki. Jednak sąd uznał, że tych słów nie można uznać za promowanie faszyzmu.
W 2004 członkowie organizacji prowadzili rozmowy z przedstawicielami Europejskiego Frontu Narodowego na temat współpracy europejskich partii nacjonalistycznych.
W sierpniu 2009 grupa przeprowadziła marsz w proteście przeciwko lokalnej społeczności romskiej. Doszło do starć między Romami, policją i nacjonalistami.
W 2010 przewodniczący SP, Marian Kotleba, przejął władzę w słowackiej Partii Przyjaciół Wina i zmienił jej nazwę na Partia Ludowa Nasza Słowacja. Obecnie to wokół tej partii koncentruje się jego działalność polityczna.